# Fibulele mijlocii (Tezaurul de la Pietroasa)
Fibulele mijlocii fac parte din cele patru fibule ale Tezaurului de la Pietroasa care s-au păstrat până astăzi, ca urmare a descoperirii lor pe Dealul Istrița de către doi pietrari, Ion Lemnaru și Stan Avram. Datorită aspectului lor de păsări, numele dat de români tezaurului este de Cloșca cu pui, unde cloșca este fibula mare și puii, celelalte trei fibule. Dintre toate obiectele găsite la Pietroasa, fibulele sunt cele mai remarcabile podoabe de corp din perioada antichității târzii găsite vreodată, ele fiind împodobite cu pietre încrustate.
Referitor la forma pe care o au fibulele mijlocii, este de remarcat ca doar ele, și nu și fibula cea mică, prezintă o analogie cu fibula mare a Tezaurului de la Pietroasa. Aceasta este privitoare doar la forma de cap de pasăre pe care o au, similar fibulei mari. În rest, ele formează o grupă cu fibula mică. Tipul acestora a rezultat de la o combinare a două tipuri de fibule romane provinciale folosite în secolul al III-lea e.n. Este vorba de fibula cu disc, numită scheibenfibel și cea așa numită „cu capete de ceapă”. Tipul acesta hibrid s-a folosit cu precădere în secolul al IV-lea. Argumentul forte se găsește pe vasele de argint sau monezile din acest secol, unde apar împărații romani ce au pe umeri astfel de fibule. Există chiar, unele reprezentări de fibule care au prevăzute lănțișoare cu pandantive ca cele de pe fibulele de la Pietroasa. În anul 1889 s-a descoperit la Șimleul Silvaniei un tezaur din aur care are o fibulă asemănătoare, fără lănțișoare, încrustat cu granate, cu un corp oval din onix, care are tubul cu „cu capete de ceapă” pe fața fibulei.

## Origini

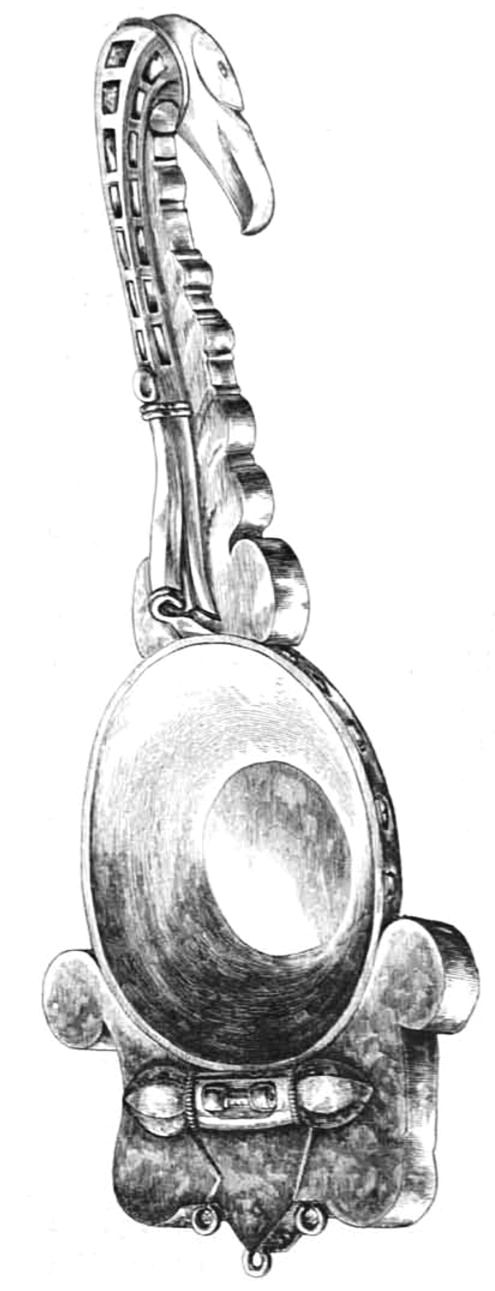
Fibula mijlocie - desen de Henric Trenk

După cum a rezultat din interogatoriile ce au fost luate în anul 1838 celor care au descoperit tezaurul de la Pietroasa, a reieșit că aceștia au găsit un număr de 22 de obiecte, vase de aur, bijuterii și două inele cu inscripții. Când au fost descoperite, obiectele erau învelite într-o masă neagră de origine necunoscută, probabil un material organic ca pielea sau cârpa cu care au fost acoperite înainte de a fi îngropate. Din cele 22 de piese s-au recuperat doar 12 obiecte. Dintre toate, doar cinci au fost lucrate doar din aur: cana sau ibricul (oenochoe), platoul sau talerul cel mare, frânt în patru, patera sau sinia, cea cu decor în relief cu o statuetă ce ține un pahar în mâini, colanul cu inscripție cu rune gotice și colanul simplu. Celelalte șapte piese: patru fibule, două vase poligonale și un colan, au fost împodobite cu pietre prețioase. Se presupune că cele zece obiecte pierdute au fost patru colane din care două cu pietre prețioase, unul cu inscripție, o fibulă mică presupusă a fi pereche cu cea care s-a păstrat,  o cană similară cu cana oenochoe, o pateră simplă nedecorată și două brățări cu pietre prețioase.
Cele 12 obiecte care au putut fi recuperate, au fost furate în anul 1875 de Dumitru Pantazescu-Popescu din Muzeul de Antichități din București. Ca urmare, colanul cu inscripție a fost tăiat cel puțin în patru bucăți de către argintarul Costache Constantinescu din București, caracterele runice înscrise fiind deteriorate până la a fi indescifrabile. Din fericire, Societatea Arundel a făcut la Londra, cu ceva vreme înaintea furtului, fotografii detaliate ale colanului, astfel încât astăzi, caracterele au putut fi reconstituite cu un grad relativ de exactitate.
Prin faptul că întreagul tezaur prezintă o calitate superioară a meșteșugului cu care au fost realizate obiectele care-l formează, cercetătorii sunt sceptici că acesta ar fi fost confecționat de populația indigenă. În anul 1879 când se înregistra una dintre primele lucrări privitoare la tezaur, Taylor  a speculat ideea că obiectele ar fi o parte din câstigurile pe care goții le-au obținut ca urmare a incursiunilor pe care le făceau în provinciile romane Moesia și Tracia (perioada 238 - 251). Există și o altă teză timpurie pe care a propus-o Alexandru Odobescu în anul 1889, teorie pe care a preluat-o și Constantin C. Giurescu în anul 1976. Aceasta l-a identificat pe Athanaric, regele vizigoților ca proprietar de drept al tezaurului, fiind presupusă dobândirea lui în conflictul pe care Athanaric l-a avut în anul 369 cu Împăratul roman Valens. Catalogul Goldhelm din anul 1994, a adus ipoteza că obiectele componente ale tezaurului ar fi putut fi și cadouri pe care unii conducători germanici le-ar fi primit de la liderii romani.

## Descriere
Fibulele sunt o variantă mai sofisticată a acelor de siguranță sau a broșelor de astăzi. În antichitate erau obiecte de podoabă folosite pentru prinderea veșmintelor, astfel având și o utilitate practică. Cum sunt cele din tezaur, adesea ele deveneau adevărate bijuterii. În Imperiul Roman Târziu, caracteristicilor artistice li se alăturau valori simbolice, ca însemne imperiale sau de demnitate, făcând parte din costumația de ceremonie. Se pot vedea în acest sens portretele imperiale de pe monumentele sau monedele de la mijlocul secolului al IV-lea, unde chlamida imperială se prindea cu fibule rotunde de umărul drept. Acestea erau împodobite cu multe pandative și pietre prețioase mari. Fibula mare, cea mică și cele mijlocii, părți componente ale Tezaurului de la Pietroasa, sunt cele mai somptuoase creații ale antichității târzii. Concepția, realizarea și modul de purtare a lor, sugerează o contopire a modelelor și a valorilor lumii barbare cu cele ale Imperiului Roman Târziu. Dacă fibula mare și cea mică, par mai degrabă să aparțină unui port masculin, fiind folosite pentru prinderea mantiei pe umărul drept ca un accesoriu vestimentar și totodată ca însemn de rang, fibulele mijlocii sunt folosite ca pereche, una pe fiecare umăr, în accesoriile vestimentare ale costumului feminin gotic din perioada migrațiilor, acest ultim fapt fiind confirmat de descoperirile funerare.

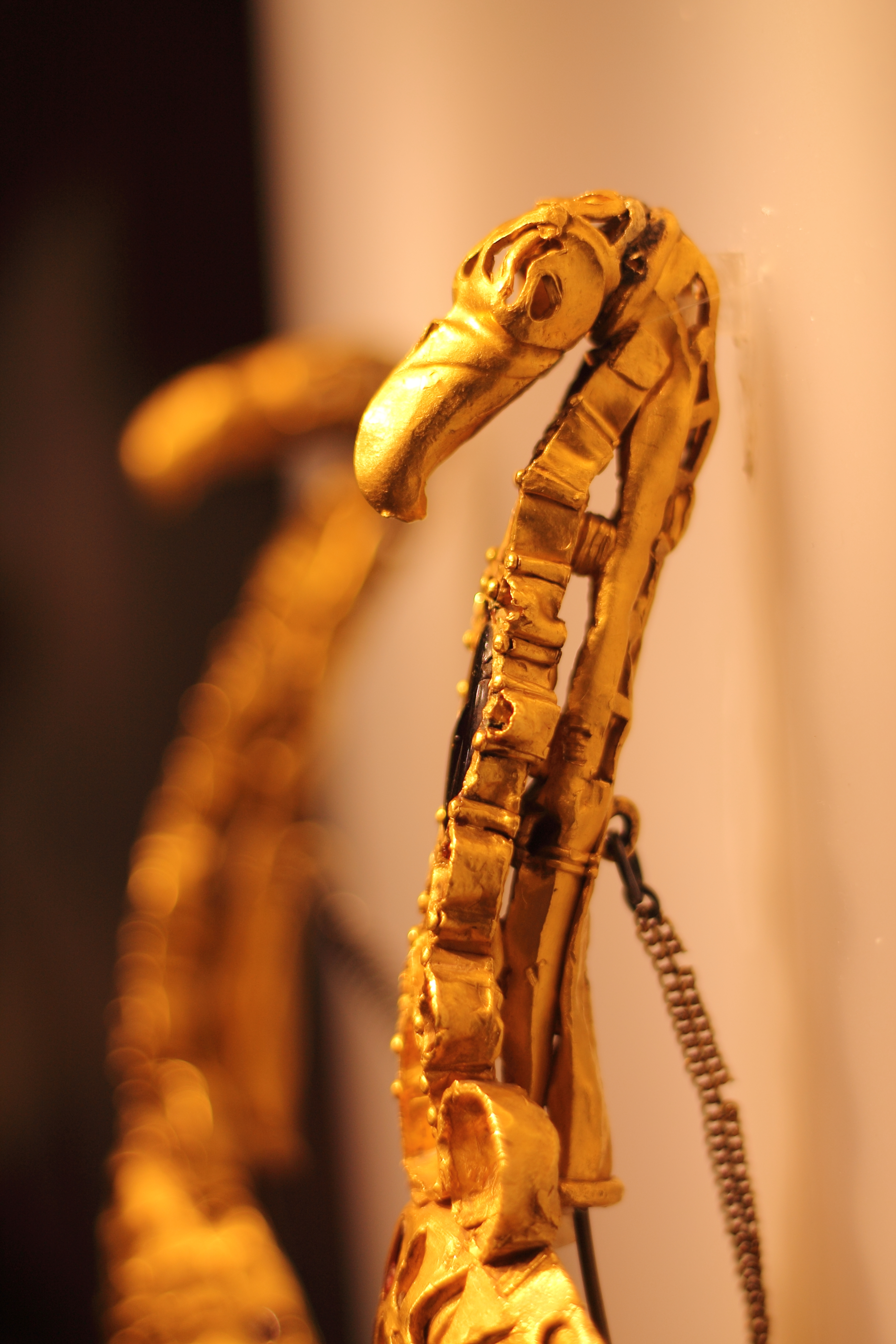
Detaliu de cap al fibulelor mijlocii

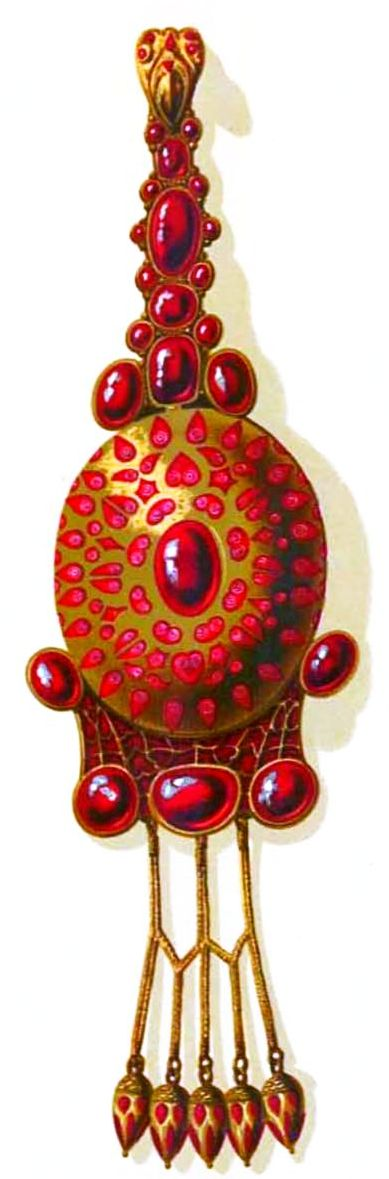
Reconstituire de Henric Trenk și publicată Alexandru Odobescu

Cele două fibule alcătuiesc o pereche deoarece fuseseră legate între ele prin intermediul unui lant, ele fiind diferite ca formă de fibula mare sau de fibula cea mică. Fibulele mijlocii erau folosite la fixarea veșmântului pe ambii umeri, prin simetria amplasării. Ca urmare a vandalizării lor de către Anastase arnăutul (Verussi) și a furtului lui Dumitru Pantazescu-Popescu din anul 1875, una din ele a fost turtită și cealaltă a scăpat mai puțin deteriorată. Majoritatea pietrelor care le împodobeau s-au pierdut. Din lanțul care le lega împreună s-a păstrat o mică bucată. Restauratorul Paul Telge a refăcut în anul 1884 lanțul folosind argint și nu aur.
Nu se știe astăzi ce păsări ar fi figurate în aceste podoabe, ele fiind unele cu un gât foarte lung și cu un cioc mare și încovoiat. Alexandru Odobescu a optat pentru ibiși, alți certetători au văzut ulii sau vulturi. Înălțimea fibulelor este de 25 cm.
Corpul păsărilor este unul ovoidal, realizat din două plăci convexe, una fiind fața, cealaltă fondul fibulei, care au fost suprapuse și sudate pe margine. Fața era încrustată cu șiruri din granate plate care aveau formă de cercuri, inimioare și frunzulițe. Acestea inconjurau piatra mare, bombată și ovală aflată în centru. Toate pietrele plate erau gravate pe mijloc cu cercuri concentrice.
Gâtul subțire și lung al fibulelor este arcuit spre spate și prezintă un șir de alveole rotunde și ovale care sunt despărțite de un fir perlat, în care, probabil, erau fixate granate. Marginea gâtului este completată cu alveole mărunte cu pietre și tuburi mici, verticale, care au granulă din aur prinsă în vârf. În partea inferioară a fibulelor, este alipită o placă de forma unei baze de liră care acoperă resortul agrafiei ce este amplasată pe spatele fibulei. Pe fața plăcii erau fixate cinci caboșoane mari, precum și despărțiturile mărunte unde erau prinse granatele plate. Coada păsării este realizată din trei lănțișoare împletite agățate de trei verigi. Lănțișoarele se despart în alte cinci lănțișoare care au în capete cinci boabe ovoidale din aur. Acestea erau fixate în niște capsule gravate cu imbricații și cu granate plate încrustate. Pe spatele fibulelor se vede un ax tubular care are capetele în formă de ceapă. Pe un capăt al axului se afla prins resortul acului, iar pe celălalt teaca.

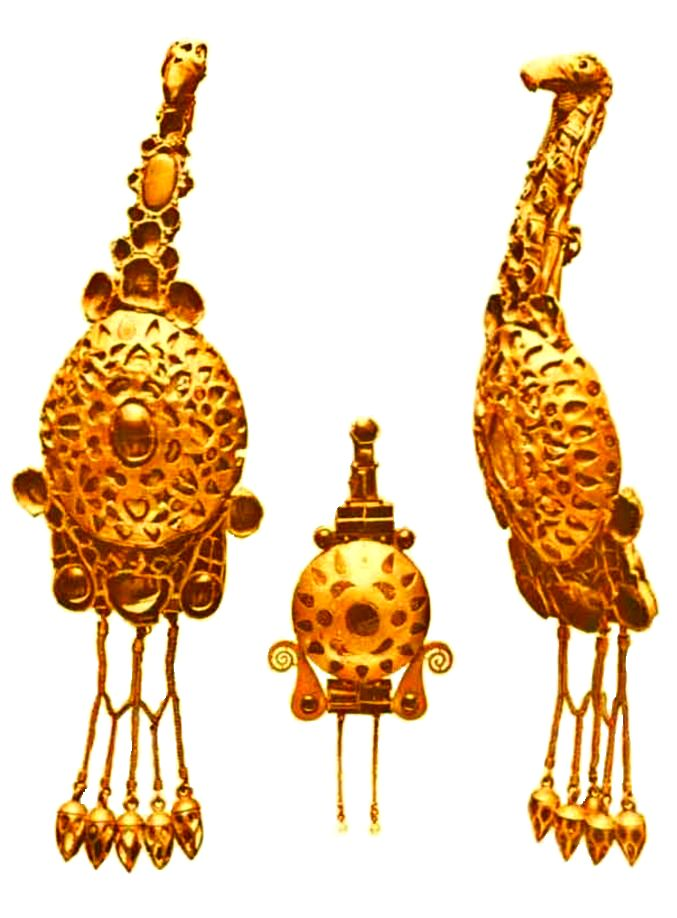
Fibulele mijlocii și fibula mică - reprezentare de Alexandru Odobescu

Referitor la forma pe care o au fibulele mijlocii, este de remarcat ca doar ele, și nu și fibula cea mică, prezintă o analogie cu fibula mare a Tezaurului de la Pietroasa. Aceasta este privitoare doar la forma de cap de pasăre pe care o au, similar fibulei mari. În rest, ele formează o grupă cu fibula mică. Tipul acestora a rezultat de la o combinare a două tipuri de fibule romane provinciale folosite în secolul al III-lea e.n. Este vorba de fibula cu disc, numită scheibenfibel și cea așa numită „cu capete de ceapă”. Tipul acesta hibrid s-a folosit cu precădere în secolul al IV-lea. Argumentul forte se găsește pe vasele de argint sau monezile din acest secol, unde apar împărații romani ce au pe umeri astfel de fibule. Există chiar, unele reprezentări de fibule care au prevăzute lănțișoare cu pandantive ca cele de pe fibulele de la Pietroasa. În anul 1889 s-a descoperit la Șimleul Silvaniei un tezaur din aur care are o fibulă asemănătoare, fără lănțișoare, încrustat cu granate, cu un corp oval din onix, care are tubul cu „cu capete de ceapă” pe fața fibulei.
Cu toate că cele patru fibule de la Pietroasa prezintă multe asemănări tehnice, dar și mari diferențe tipologice datorate originilor lor diferite, nu se poate spune că ele ar dovedi în vreun fel diferențe cronologice semnificative. Chiar dacă atelierele unde au fost făurite, par a fi diferite, datarea lor este foarte apropiată. Cercetătorii au ajuns oarecum la unitate de păreri spunând că un stil sau o tehnică diferită nu îndreptățește o datare care să fie mai timpurie de secolul al IV-lea, dar nici după.

## Caracteristici tehnice

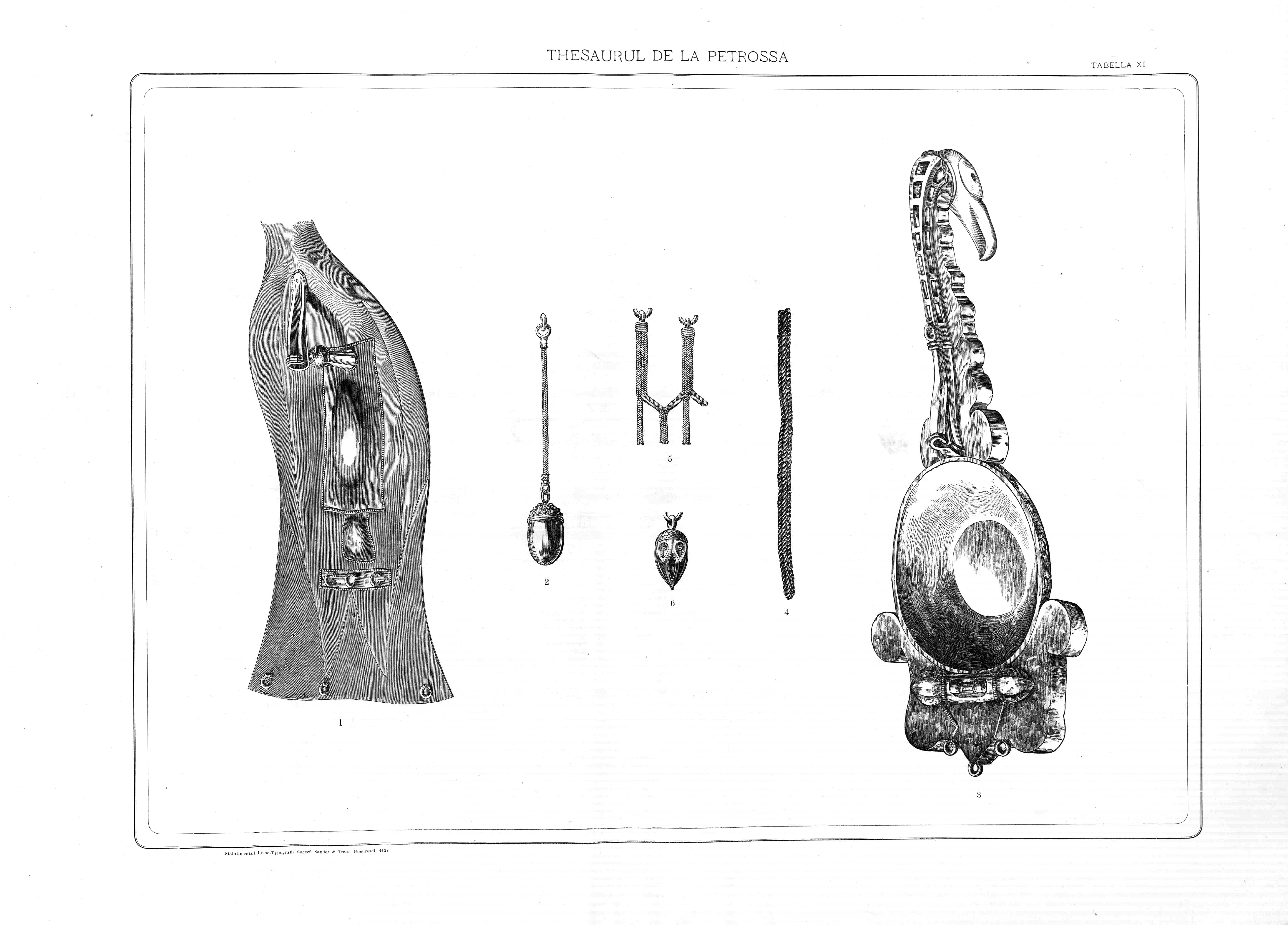
Detalii ale fibulelor mijlocii

Fibulele mijlocii în formă de păsări stilizate din aur, legate între ele cu un lănțișor din metal comun. Corpul oval este ornamentat cu palmete, cercuri și inimioare lucrate în tehnica "a jour" dispuse în jurul unui cabochon central. Coada în formă de liră cu casete cloisonné și cabochon prezintă 3 lanțuri împletite, care se ramifică în 5 lănțișoare; cele 5 lănțișoare au la capăt câte un pandantiv în formă de ghindă fațetată. La fibula cu nr.inv. 11432 un pandantiv este din aur, celelalte 4 pandantive și cele 5 lănțișoare sunt din argint. Fibula este ornamentată cu casete înfundate în care se mai păstrează : - 11 almandine mici (6 rotunde, 1 lacrimă, 4 cabochon) de cca 4,00 kt în total; - 2 almandine mici lacrimă de cca 0,75 kt în total; - 1 fragment almandin; Fibula cu nr.inv. 11433 este ornamentată cu casete înfundate, în care se mai păstrează: - 5 almandine mari (3 cabochon și 2 plate) de cca 110,00 kt în total; - 12 almandine mici (5 rotunde, 6 lacrimă, 1 plată trapezoidală) de cca 11,00 kt în total; - 14 almandine mici (5 lacrimă, 9 ovale) de cca 6,00 kt în total. Pe spatele pieselor se păstrează din dispozitivul de prindere axul tubular orizontal cu capete în formă de ceapă (pe care era fixat resortul) și port-agrafa, în formă de teacă, prelungită printr-un tub prismatic ajurat până la capul păsărilor; resortul bilateral și acul, reconstituite din metal comun.